# Étaples
Étaples, auch Étaples-sur-Mer [etapl syʁ mɛʁ] (picardisch Étap, niederländisch Stapel), ist eine französische Stadt mit 10.693 Einwohnern (Stand 1. Januar 2022) im Département Pas-de-Calais in der Region Hauts-de-France. Sie gehört zum Arrondissement Montreuil und zum Gemeindeverband Deux Baies en Montreuillois. Der Name leitet sich vom lateinischen Wort Stapulae ab. Die Einwohner werden Étaplois genannt.

## Geographie
Étaples ist eine Hafenstadt an der Nordseite der Mündung (Ästuar) der Canche in den Ärmelkanal zwischen den Städten Boulogne-sur-Mer (23 Kilometer nördlich) und Berck (13 Kilometer südlich) an der Côte d’Opale (Opalküste). Auf der Südseite der Flussmündung liegt der Badeort Le Touquet-Paris-Plage. Die Stadt grenzt mit dem Ästuar an den Meeresnaturpark Estuaires Picards et Mer d’Opale. Am Ostrand des Stadtgebietes verläuft die Autoroute A 16. Nachbargemeinden von Étaples sind Camiers im Norden, Lefaux im Nordosten, Tubersent im Osten sowie Cucq im Süden.

## Geschichte

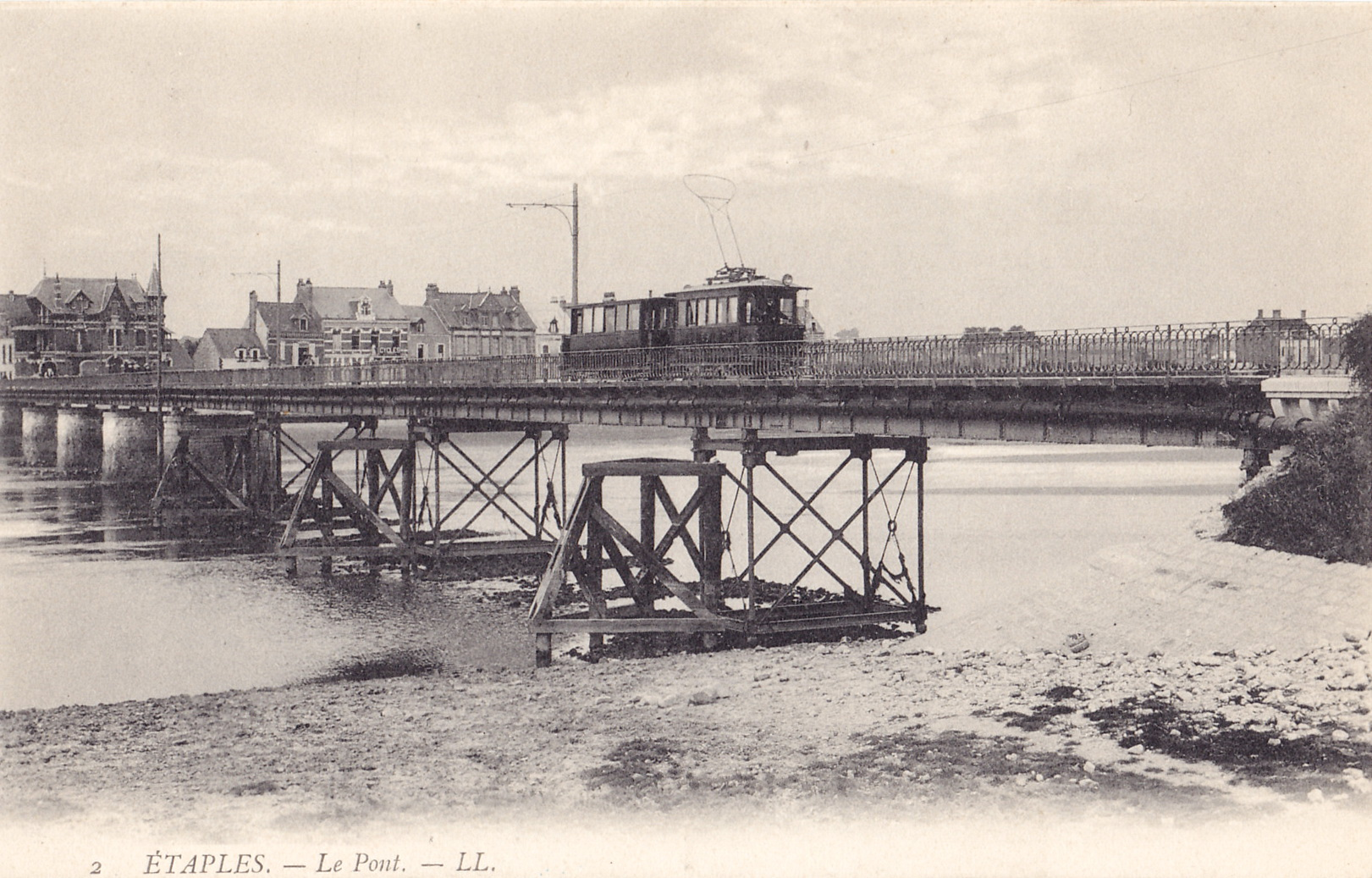
Alte Brücke über die Canche mit Zug der Straßenbahn Étaples–Le Touquet-Paris-Plage

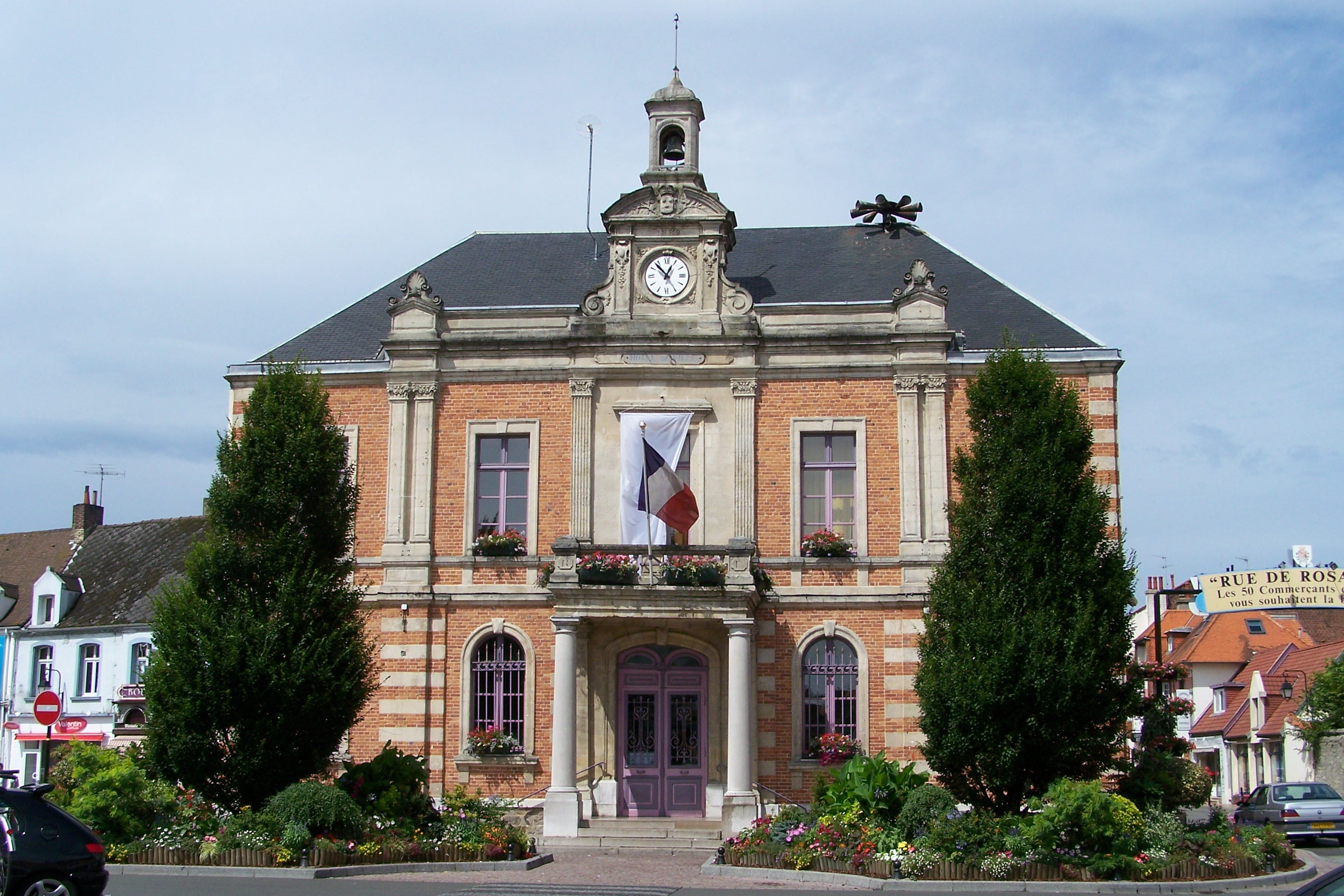
Hôtel de ville (Rathaus)

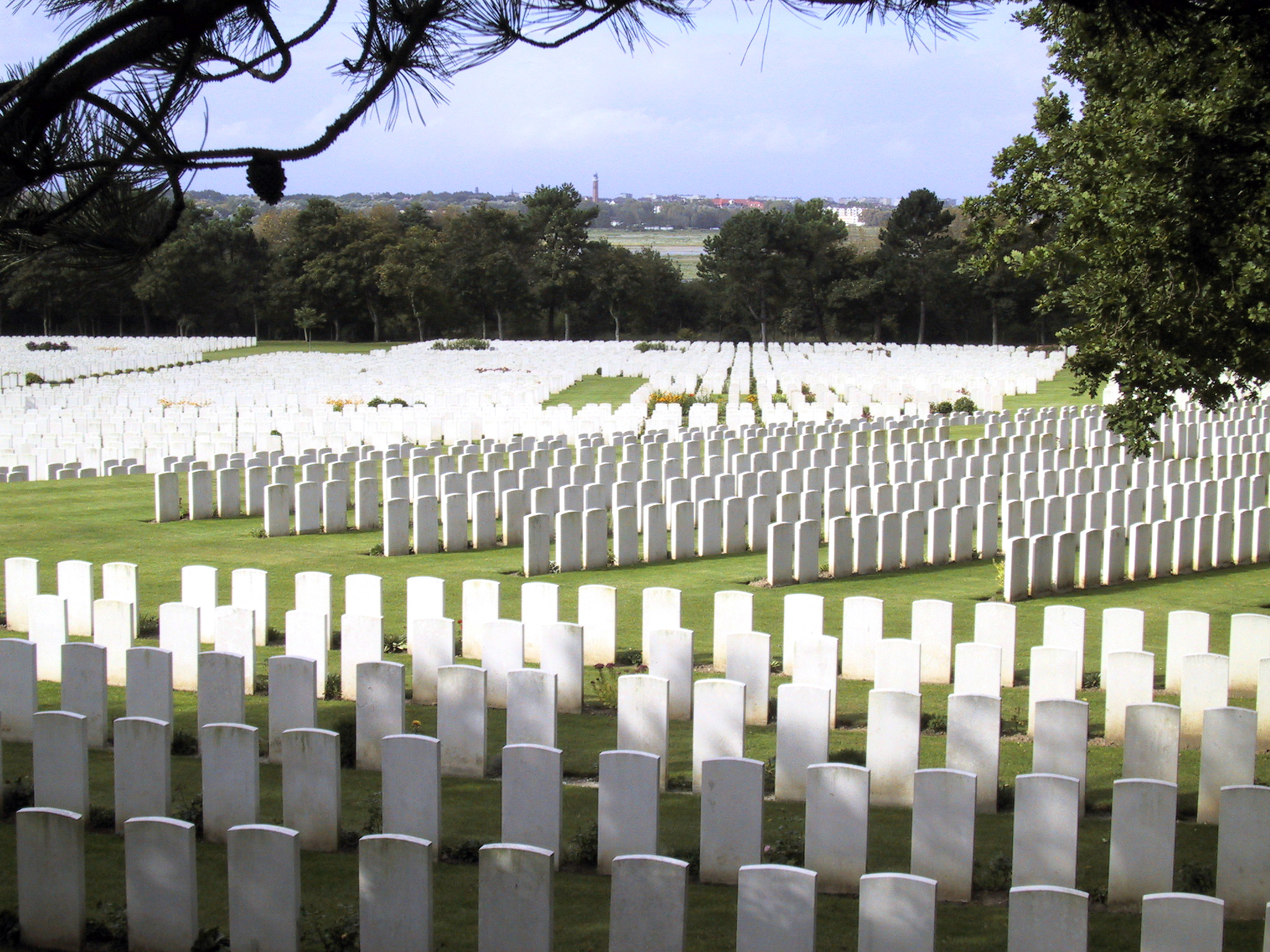
Soldatenfriedhof

Étaples war das Quentovicus oder Stapulae, von dem das römische Militär zur Invasion Britanniens aufbrach.
Im 9. Jahrhundert begann für Étaples eine dramatische Zeit. Bei manchem Besitzwechsel wurde sie geplündert, von den Normannen niedergebrannt, die sich im Land auf der Suche nach Beute ausbreiteten. Sie hatten die Stadt zum Ausgangspunkt und Sammelplatz für die geraubten Reichtümer der Umgebung gemacht. 1172 ließ Matthieu d’Alsace, Graf von Boulogne, eine Festung erbauen, die auf den Ruinen einer Burg aus der Römerzeit errichtet wurde, die, den Spuren nach zu urteilen, bei einem Raubzug der Normannen niedergebrannt wurde.
1193 machte Philippe Auguste aus Étaples den Haupthafen für seine Nordflotte. 1346 wurde die Stadt von den Engländern nach dem Sieg in der Schlacht von Crécy niedergebrannt, 1355 wurde sie vom Herzog von Lancaster geplündert. Die Stadt wurde in den Jahren 1351, 1378 und 1435 noch mehrmals geplündert und brannte 1455 und 1546 ab.
Um 1450 wurde hier Jacques Lefèvre d’Étaples geboren, dessen Bible de Lefèvre d’Étaples die erste vollständige französische Bibel-Übersetzung ist.
1492 wurde in Étaples ein Friedensvertrag zwischen Karl VIII. von Frankreich und Heinrich VII. von England unterzeichnet. 1660 wurde die Burg zerstört.
Von 1803 bis 1805 zog Napoleon als Vorbereitung für eine Invasion Englands eine starke Armee entlang der Küste des Ärmelkanals zusammen, das berühmte „Camp de Boulogne“. Zwei Jahre lang war in Étaples und seiner Umgebung das 6. Armeekorps des Marschalls Michel Ney stationiert.
Im Ersten Weltkrieg installierte die britische Armee ein riesiges Truppenlager auf dem Mont Levin, der heute bebaut ist. Dort brach 1917 eine Meuterei aus. Deutsche Flugzeuge bombardierten die Stadt, weswegen Étaples 1920 das Croix de guerre verliehen bekam.
Nördlich von Étaples befindet sich ein bedeutender Soldatenfriedhof mit mehr als 11.500 Grabstätten beider Weltkriege.

## Bevölkerung
| Jahr                       | 1962 | 1968 | 1975   | 1982   | 1990   | 1999   | 2006   | 2016   | 2022   |
| -------------------------- | ---- | ---- | ------ | ------ | ------ | ------ | ------ | ------ | ------ |
| Einwohner                  | 8628 | 9095 | 10.559 | 11.292 | 11.305 | 11.177 | 11.813 | 11.034 | 10.693 |
| Quellen: Cassini und INSEE |      |      |        |        |        |        |        |        |        |

Mit 10.693 Einwohnern (Stand 1. Januar 2022) gehört Étaples zu den Kleinstädten der Region Nord-Pas-de-Calais. Die Bevölkerungszahl stieg vor allem in den 1980er Jahren, in den letzten 20 Jahren ist die Einwohnerzahl in etwa konstant geblieben. Im Jahr 1715 hatte die Stadt ca. 1000 Einwohner, Anfang des 19. Jahrhunderts waren es 1500.

## Wirtschaft und Verkehr

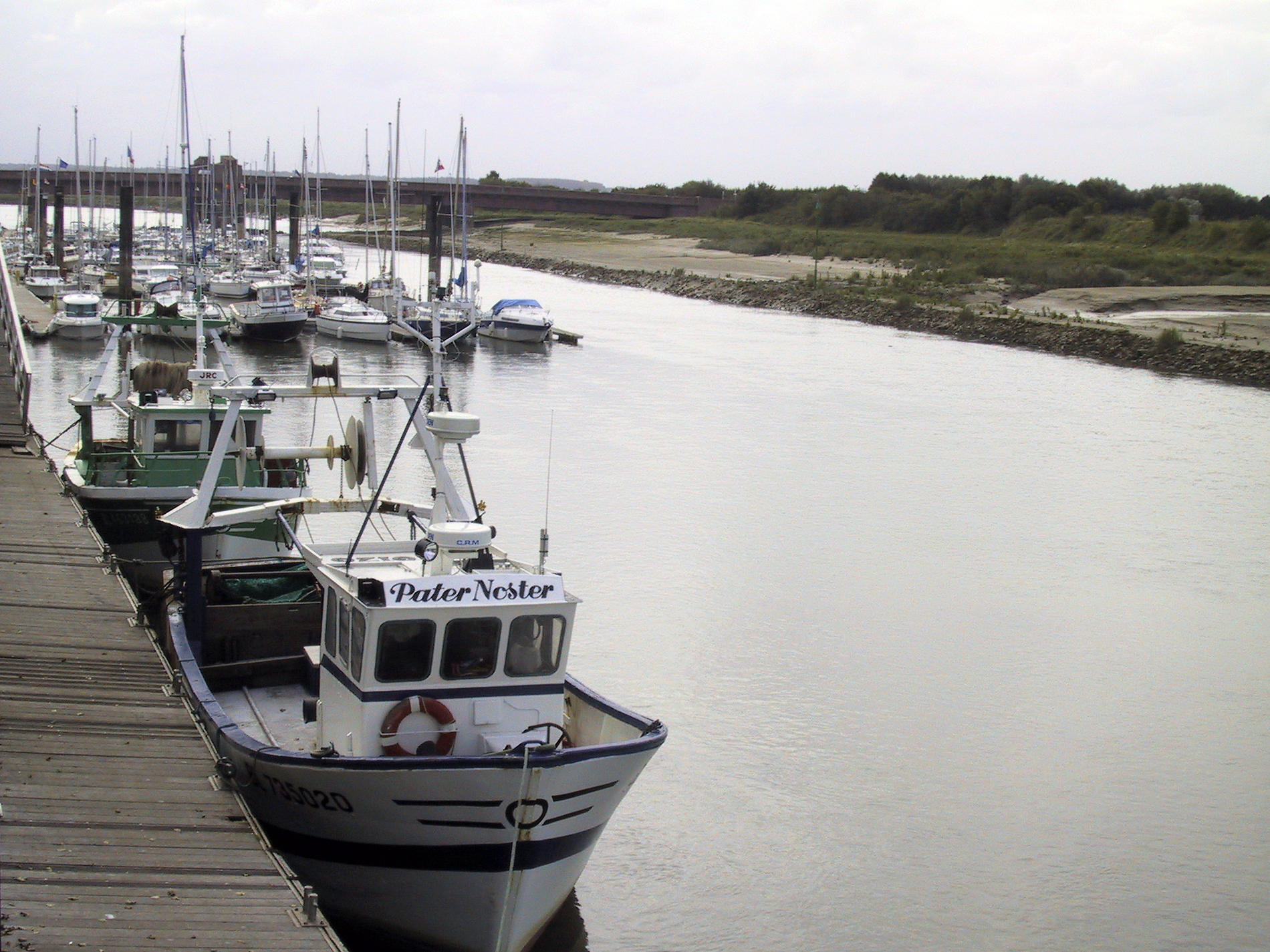
Hafen

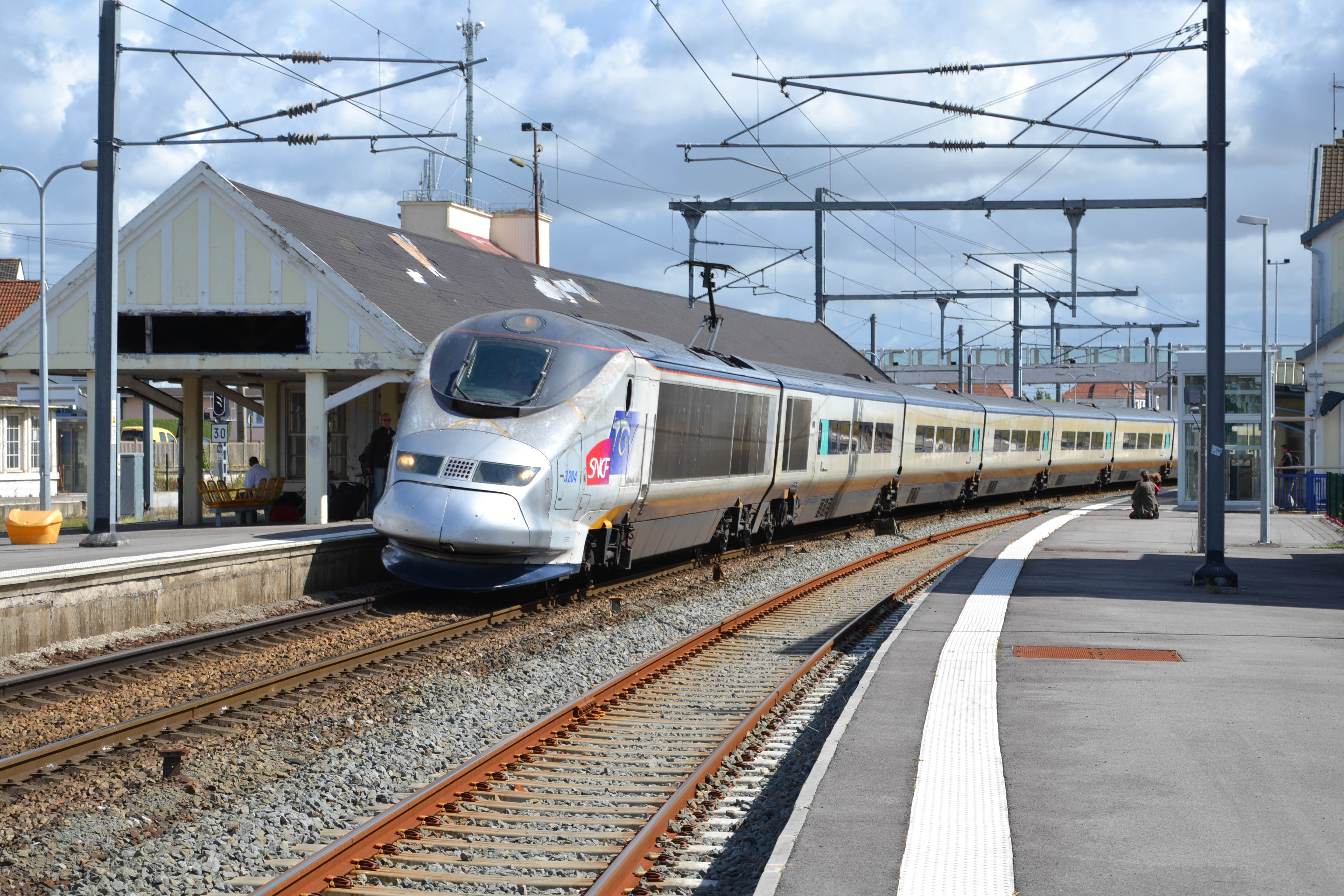
Eurostar-Hochgeschwindigkeitszug als TERGV (Transport express régional à grande vitesse) im Bahnhof Étaples-Le Touquet

Der Ort lebt vom Fischfang, profitiert aber auch von der Nähe zu den benachbarten Badeorten. Er beherbergt eine Flotte für den Fischfang sowie die niedrigen Häuser in den engen Straßen des Fischerviertels und bezeichnet sich daher als „Cité des pêcheurs en Côte d’Opale“, also Stadt der Fischer an der Opalküste.
Mit den Brücken der dort gebündelten Departementsstraßen D 939 (ehemalige RN 318) und D 940 (ehemalige RN 40) und der Eisenbahnstrecke zwischen Abbeville und Boulogne-sur-Mer ist Étaples der einzige Übergang über die Canche in ihrem breiten Mündungsbereich. Über die Straßenbrücke wird daher auch ein Großteil des Straßenverkehrs zu den Fremdenverkehrsorten Le-Touquet und Stella-Plage (Gemeinde Cucq) abgewickelt. Durch die Anschlussstelle 66 (Étaples-sur-Mer) der Autobahn A 16 östlich der Ortslage ist Étaples an den Fernverkehr angeschlossen.
Der Bahnhof Étaples-Le Touquet an den Bahnstrecken Longueau–Boulogne-Ville und Saint-Pol-sur-Ternoise–Étaples liegt im Osten der Altstadt. Le Touquet-Paris-Plage wurde zwischen 1909 und 1929 von dort mit einer Straßenbahn erschlossen.

## Kultur
Ein kleines Museum an der Hafenpromenade informiert über die Geschichte der Fischerei in Étaples.

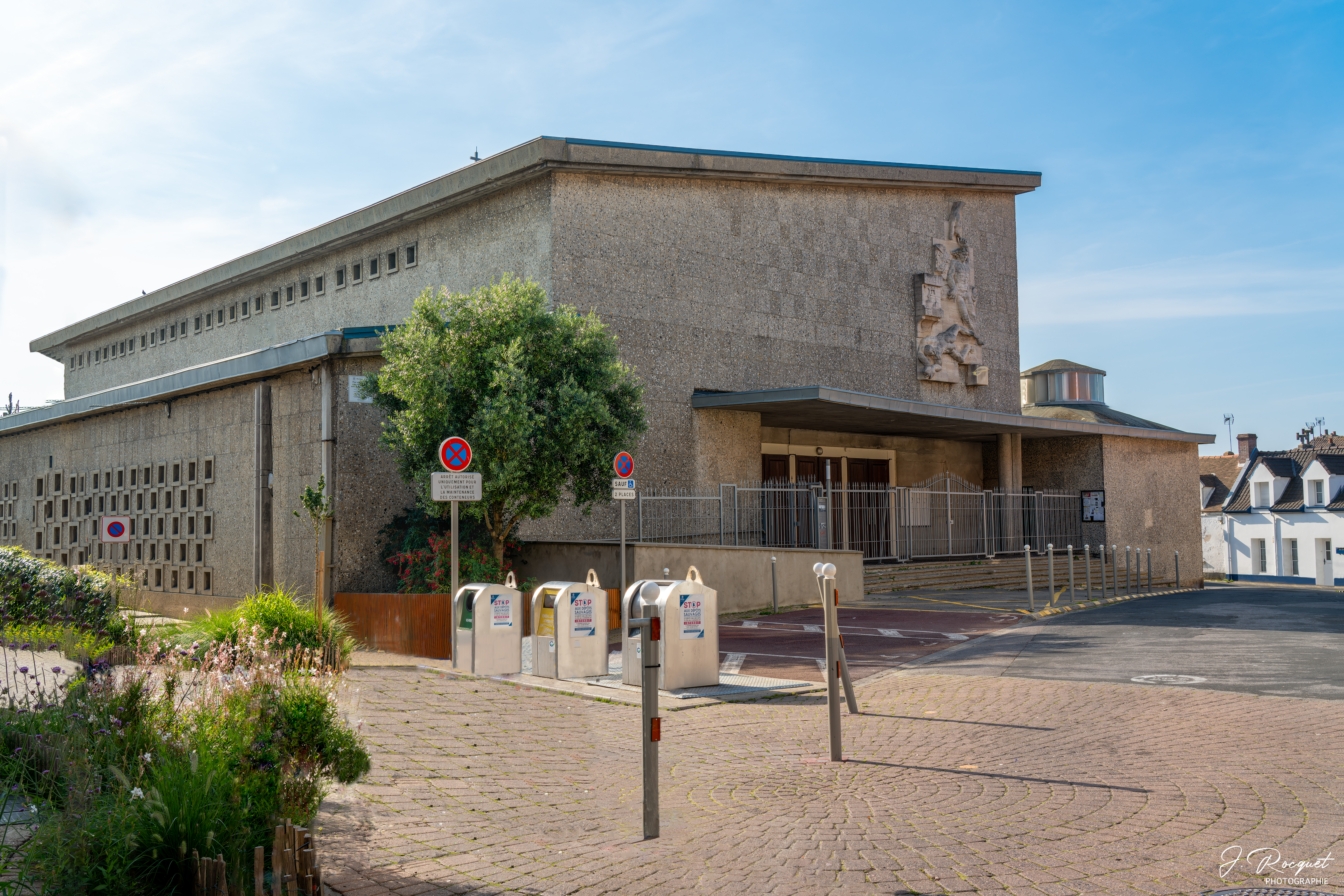
Kirche Saint-Michel
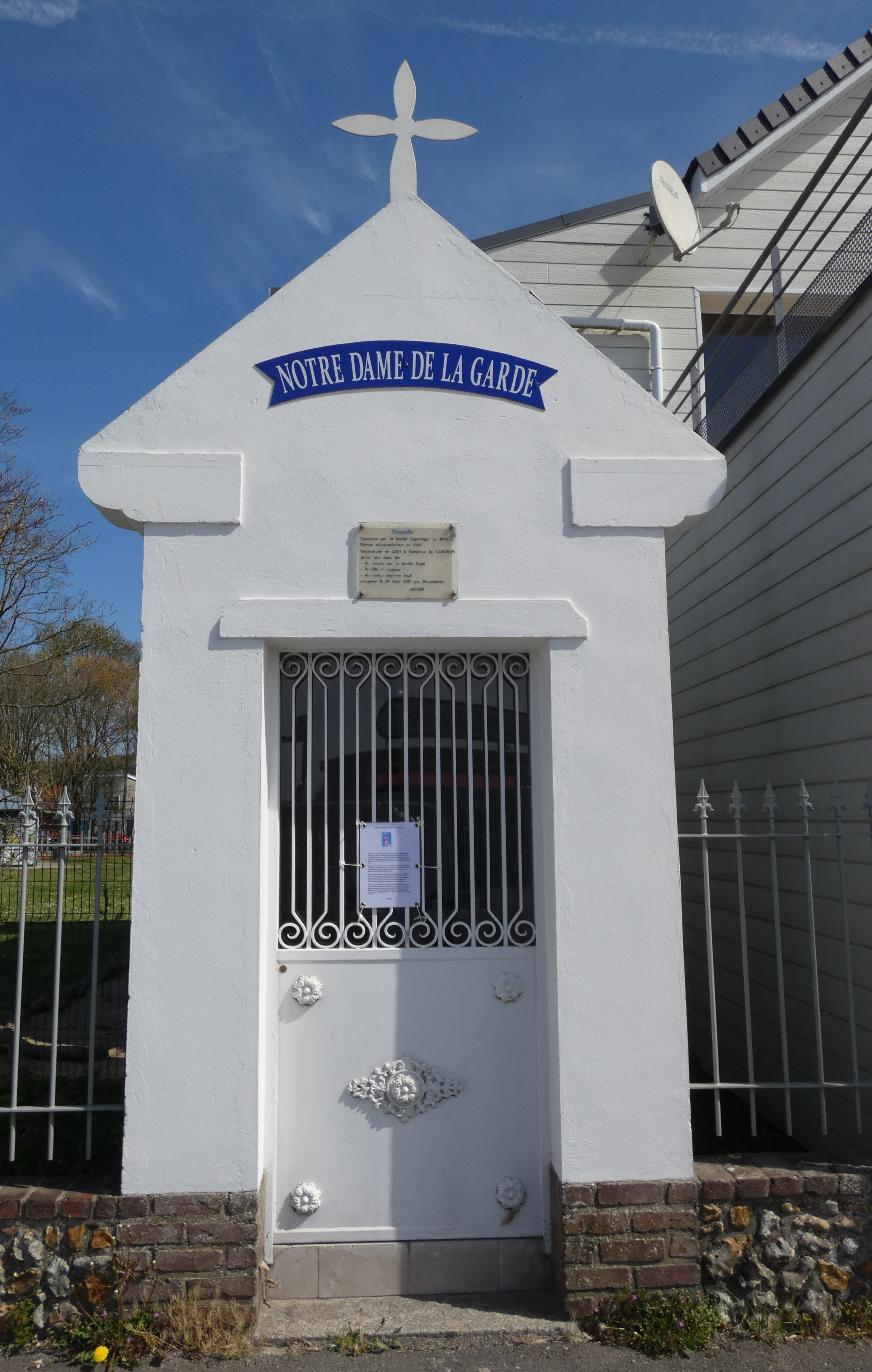
Kapelle Notre-Dame-de-la-Garde
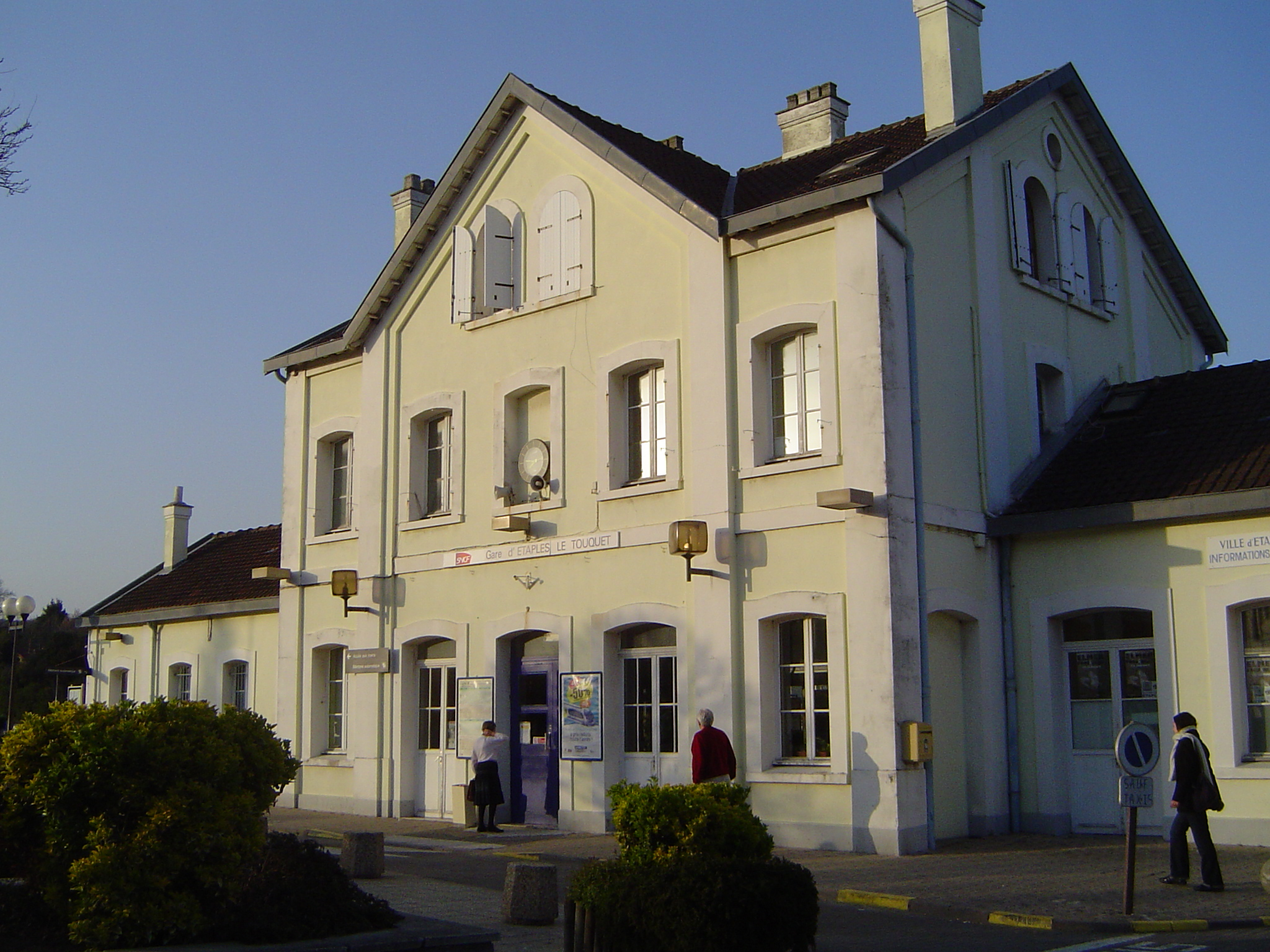
Bahnhof Étaples - Le Touquet
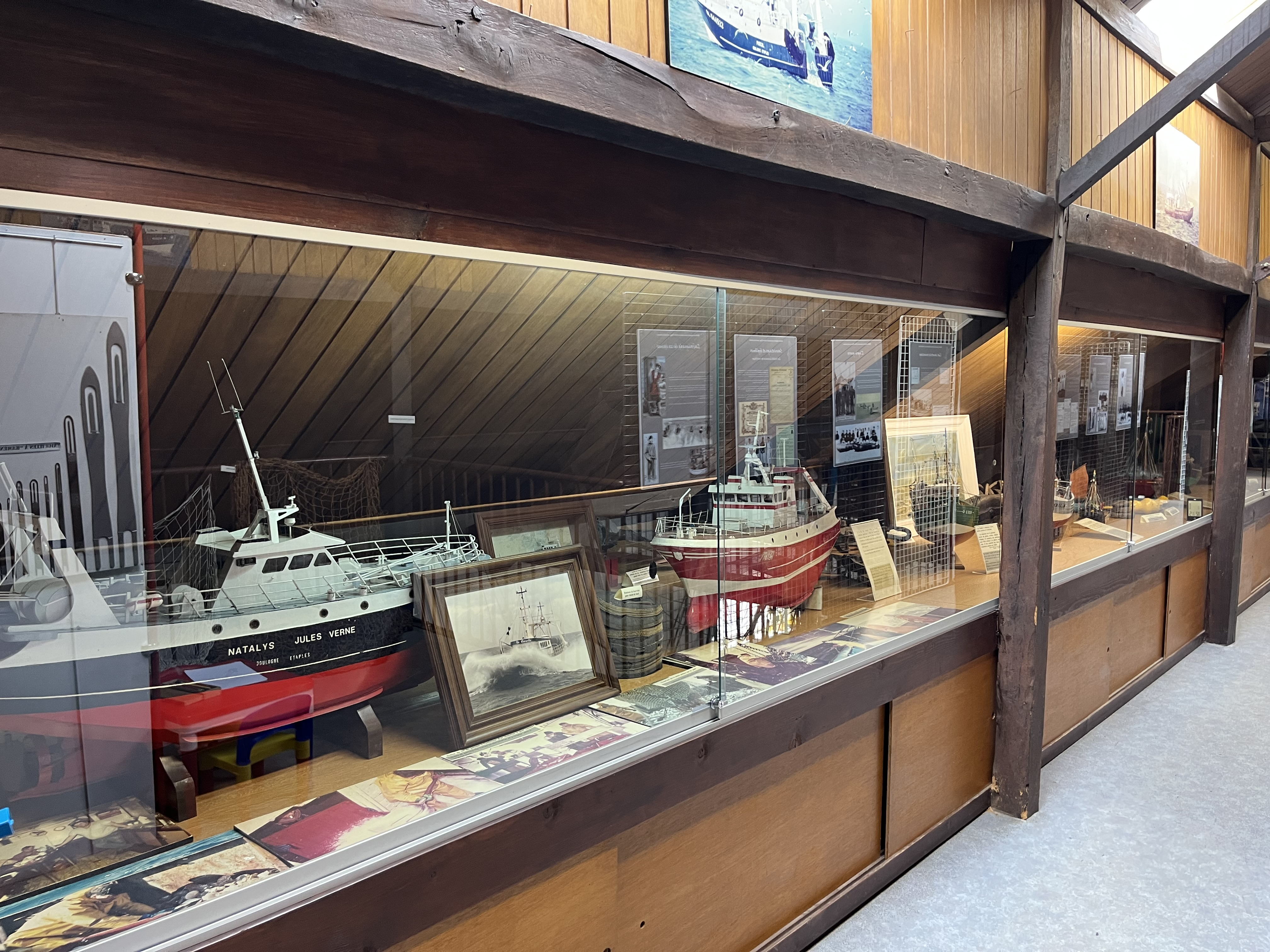
Marinemuseum
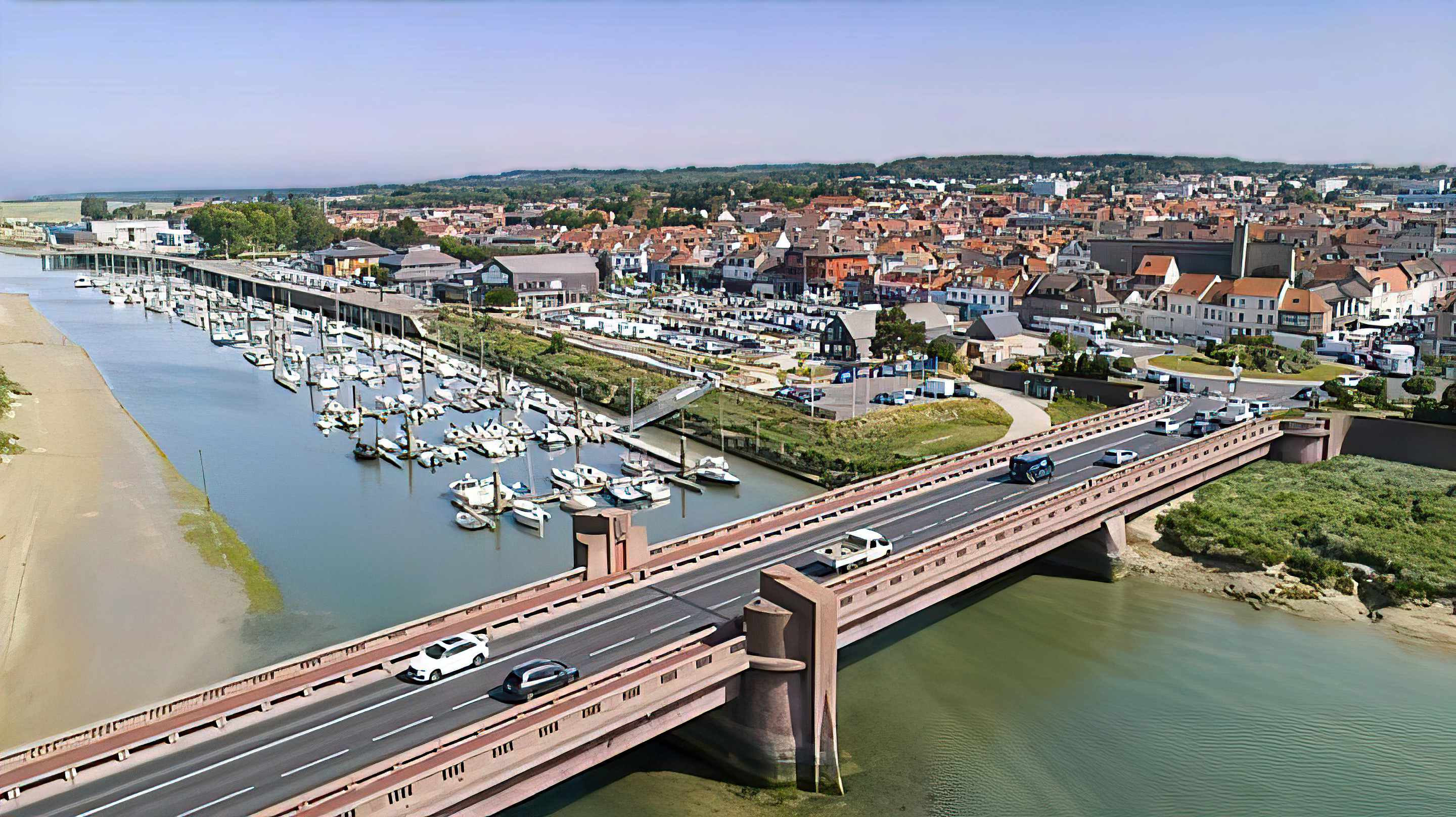
Brücke über die Canche-Mündung

## Naturschutzgebiet
Breite Strände, die bei Flut fast vollständig überschwemmt werden, befinden sich im Nordwesten des Ortes. Deren Hinterland ist als „Réserve naturelle de la baie de Canche“ oder „Réserve ornithologique“, also als Naturschutzgebiet Canche-Bucht bzw. Vogelschutzgebiet ausgewiesen. Dieses Naturschutzgebiet beginnt südlich des Nachbarortes Saint-Gabriel und erstreckt sich fast bis Étaples. Das Gebiet besteht aus Sandbänken, Schlickwatten und Salzwiesen an der Küste sowie einer Dünenlandschaft, die langsam nach Osten hin ansteigt.
Fauna
Das Naturschutzgebiet  Canche-Bucht beherbergt eine der größten europäischen Möwenkolonien (etwa 100.000 Tiere), darunter manchmal mehr als 10.000 Mantel- und Silbermöwen. Zu den dort regelmäßig rastenden Zugvögeln gehören die Pfuhlschnepfe (Limosa lapponica), der Sandregenpfeifer (Charadrius hiaticula) im Frühling, Brandgänse (Tadorna) im Juli, Sperber (Accipiter nisus) im Herbst und Strandläufer im Winter. Dazu kommen Wildschweine, Rehe, Füchse, Hasen und sechs Arten Frösche und Kröten.

## Städtepartnerschaften
Zum deutschen Hückeswagen besteht seit 29. Juli 1972 eine Städtepartnerschaft. Weitere Partnerschaften bestehen mit den englischen Städten Whitstable und Folkestone, beide in der Grafschaft Kent.

## Persönlichkeiten
- Jacques Lefèvre d’Étaples (1450/1455–1536), Theologe und Humanist
- Alain Lambert (1931–2008), Schriftsteller und Cellist
- Matthieu Bataille (* 1978), Europameister im Judo, Kampfrichter